# GOES 10
El GOES 10, conegut com a GOES-K abans d'entrar en servei, va ser un satèl·lit meteorològic operat per la National Oceanic and Atmospheric Administration dels Estats Units com a part del sistema Geostationary Operational Environmental Satellite. Va ser llançat en el 1997, i després de completar les operacions en el marc del sistema principal GOES, es va mantenir en línia com una nau espacial de reserva fins al desembre de 2009, proporcionant cobertura de l'Amèrica del Sud com a GOES-SOUTH, i s'utilitza per ajudar amb les prediccions d'huracans per a l'Amèrica del Nord. Va ser retirat i maniobrat a una òrbita cementiri l'1 de desembre de 2009.

## Llançament

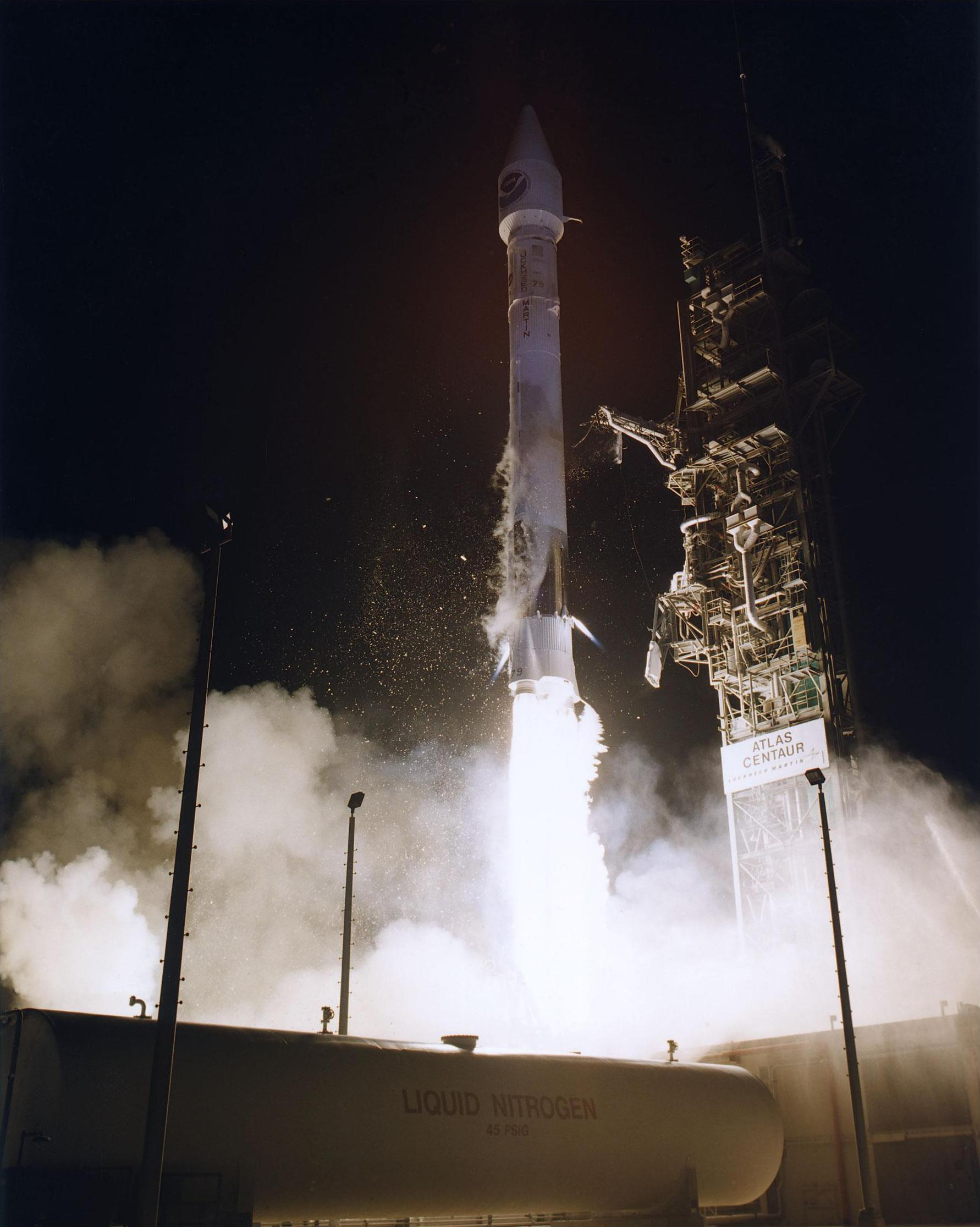
Llançament del GOES-K

El GOES-K va ser llançat des d'un coet Atlas I de International Launch Services, enlairant-se des del Launch Complex 36B al Cape Canaveral Air Force Station. El llançament es va produir a les 05:49 GMT del 25 d'abril. El seu llançament va ser l'últim vol del coet Atlas I, que va ser retirat en favor de la modernització a l'Atlas II. En el llançament, el satèl·lit tenia una massa de 2.105 kg, i una vida útil prevista de funcionament de cinc anys. Va ser construït per Space Systems/Loral, basat en el model de satèl·lit LS-1300, i va ser el tercer dels cinc satèl·lits de la sèrie GOES-I en ser llançat. Després del llançament, va ser col·locat en òrbita geoestacionària a una longitud de 105° Oest per les proves en òrbita.

## Operacions
Durant les proves en òrbita, el sistema utilitzat per fer girar els panells solars per tal de fer un seguiment del Sol no va funcionar bé. Al principi es va provar breument de deixar de funcionar dues vegades, i llavors de disset dies amb proves, es va aturar del tot. Després de dos mesos d'anàlisi, es va determinar que havia deixat de treballar només en una direcció, de manera que el satèl·lit girava 180 graus, i anava marxa enrere. A causa d'aquest error, la prova va durar més del previst inicialment, finalment el satèl·lit va ser posat en emmagatzematge com recanvi el juny de 1998, un procés que va ser originalment programat per a l'agost de l'any anterior. Menys d'un mes després, es va reactivar després que el sistema de control d'altitud en el satèl·lit GOES 9 va començar a fallar. Durant el juliol, es va preparar per al servei operacional, abans d'assumir les operacions de GOES-WEST al final del mes. A l'agost, es va traslladar a una longitud de 135° Oest, on va substituir el GOES 9. El GOES 10 va transmetre dades meteorològiques mentre estava encara en moviment, que els usuaris havien de fer un seguiment del satèl·lit per tal de continuar rebent dades. Aquesta va ser la primera vegada que un satèl·lit GOES que estava encara operatiu va ser reemplaçat.
El GOES 10 va operar a 135° Oest fins al 27 de juny de 2006, quan va ser substituït pel GOES 11, quan es va quedar sense combustible. Es va mantenir operatiu com un satèl·lit de reserva fins que el GOES 13 fos operacional, i va ser traslladat a una nova posició a 60° Oest, des d'on es proporciona informació sobre Amèrica del Sud i va controlar el "Huracà Alley" per ajudar a predir els huracans. En el desembre de 2007, breument es va fer càrrec de GOES-EAST durant un tall del GOES 12, encara que es va mantenir a 60° Oest. Això va fer que fos un dels dos satèl·lits que s'han utilitzat tant com a GOES-EAST com GOES-WEST, l'altre va ser el GOES 7. El GOES 10 va ser retirat l'1 de desembre de 2009 causa de l'esgotament gairebé complet de combustible. El combustible restant es va utilitzar per elever-lo en una òrbita cementiri.